# Centrale nucleare di Emsland
La centrale nucleare di Emsland (in tedesco Kernkraftwerk Emsland) è una centrale nucleare della Germania situata presso la località di Brokdorf, appena a sud della centrale nucleare di Lingen. 
La centrale è composta da un reattore PWR per complessivi 1363 MW di potenza. Il reattore, che si compone di 193 elementi combustibile per un peso totale di 103 tonnellate, è del tipo Konvoi.
La centrale è di proprietà della RWE Power.